# Conjecture de Redmond-Sun
En mathématiques, la conjecture de Redmond-Sun, soulevée par Stephen Redmond et Zhi Wei Sun en 2006, stipule que chaque intervalle [xm, yn] avec x, y, m, n ∈ {2, 3, 4, ...} contient des nombres premiers, avec seulement un nombre fini d'exceptions. À savoir, ces intervalles [xm, yn] sont les suivants:
{\displaystyle [2^{3},\,3^{2}],\ [5^{2},\,3^{3}],\ [2^{5},\,6^{2}],\ [11^{2},\,5^{3}],\ [3^{7},\,13^{3}],}
{\displaystyle [5^{5},\,56^{2}],\ [181^{2},\,2^{15}],\ [43^{3},\,282^{2}],\ [46^{3},\,312^{2}],\ [22434^{2},\,55^{5}].}
La conjecture a été vérifiée pour les intervalles [xm, yn] en dessous de 4,5 × 1018. Il inclut la conjecture de Catalan et la conjecture de Legendre comme cas particulier. En outre, il est lié à la conjecture abc comme suggéré par Carl Pomerance.